# 監察の一条さん
『監察の一条さん』（かんさつのいちじょうさん）は、2022年6月29日の20時 - 21時48分（JST）に、テレビ朝日と東映の共同制作により、テレビ朝日系でドラマスペシャルとして放送された刑事ドラマ。
主演は吉田鋼太郎。

## キャスト

### 主要人物
一条善太郎（いちじょう ぜんたろう）
演 - 吉田鋼太郎
定年間近の監察官。警視庁警務部監察係。階級は巡査部長。性善説の持ち主。
結城まりあ（ゆうき まりあ）
演 - 吉岡里帆
キャリア組の監察官。階級は警視。
捜査一課の刑事で結婚に向け管理部門に異動願を提出したが、婚約者から結婚式を当日にドタキャンされる。
しかし異動願はそのまま受理され警務部監察係へ異動となり、年上だが階級は下の一条とバディを組むことになった。

### 警務部 監察係
松岡瑠璃子（まつおか るりこ）
演 - 南果歩
監察係長。部下の一条の一番の理解者。まりあに一条とバディを組むように命じる。
諏訪翔（すわ しょう）
演 - 矢柴俊博
監察官。
笹塚翼（ささづか つばさ）
演 - 伊島空
監察官。

### 刑事部 捜査一課
椎名一樹（しいな かずき）
演 - 鈴木伸之
イケメン長身エリート刑事。まりあの元バディ。
終盤に婚活パーティー爆破事故現場での遺留品の窃盗と、大木と三好の殺害を一条に見抜かれ逮捕される。
相良良治（さがら りょうじ）
演 - 金山一彦
刑事。
細田雄太（ほそだ ゆうた）
演 - 木村了
刑事。
真中鉄矢（まなか てつや）
演 - 小久保丈二
係長。
近藤十兵衛（こんどう じゅうべい）
演 - 山田純大
管理官。

### 監察対象、捜査対象の警察官
大木康晴（おおき やすはる）〈55〉
演 - 菅原大吉
不倫疑惑のある交番勤務の巡査部長。一条とまりあの観察対象。
一条に話したいことがあるとLINEを送信するが、三好巡査の拳銃を握りしめ頭部を撃ちぬいた遺体で発見される。
三好勇太（みよし ゆうた）〈27〉
演 - 渡辺光
江戸川署船堀橋交番の巡査。拳銃を所持したまま失踪する。
大木の死後、河川敷で射殺死体で発見され、遺体から大木の毛髪が検出される。

### 大木の親族
沢口百合香（さわぐち ゆりか）〈享年25〉
演 - 金澤美穂
大木の娘。幼い頃、両親の離婚で母に引き取られ大木とは離別してたが、成人後は交流を持つようになる。
婚活イベントの爆発事故により死亡する。
大木貴晴（おおき たかはる）
演 - 西沢仁太
康晴の弟。イタリアンのシェフ。兄の康晴とその娘・百合香が自身のレストランで仲良く交流している様子を見守っていた。

### 婚活イベントの関係者
爆発事故により死傷者が発生した3年前の婚活イベントの関係者。
松永雄三（まつなが ゆうぞう）〈37〉
演 - 阿部丈二
大木が接触していた報道記者。三好巡査の所持する拳銃で何者かに射殺される。
生前、居合わせた婚活イベントの爆発事故を報道するが、負傷者の救助にまわれば死者を助けられたかもしれないと批判が上がっていた。
富山光則（とやま みつのり）
演 - 渋江譲二
関東工科大学 理工学部の准教授。専門は金属材料工学。婚活イベントの爆発事故に巻き込まれ右手を負傷している。
根岸（ねぎし）
演 - 須藤公一
婚活イベントの元運営スタッフ。仮面ライダーファン。一条とまりあから爆発事故当時の様子を質問される。
セイラ
演 - 東海林里咲
大木と昼間に会っていたキャバ嬢。婚活イベントの爆発事故に巻き込まれ右足首に火傷を負う。
相田まどか（あいだ まどか）
演 - 松長ゆり子
富山の婚約者。参加していた婚活イベントの爆発事故に巻き込まれ死亡する。

## スタッフ
- 脚本 - 森ハヤシ[1]
- 監督 - 神徳幸治[1]
- ゼネラルプロデューサー - 三輪祐見子（テレビ朝日）[1]
- プロデューサー - 貴島彩理（テレビ朝日）[1]、和佐野健一（東映）[1]、井元隆佑（東映）[1]
- 音楽 - fox capture plan[1]
- 制作 - テレビ朝日、東映